# 칼 스트러스

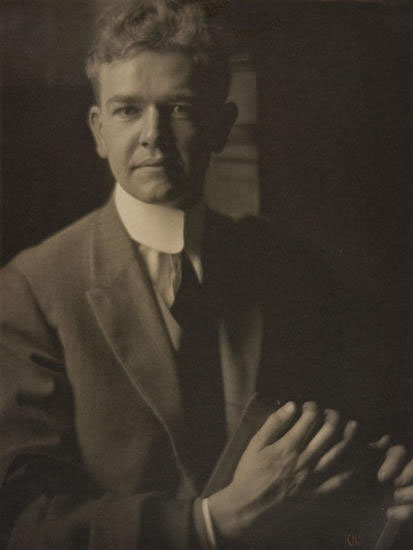

칼 스트러스(Karl Struss, 1886년 11월 30일 – 1981년 12월 15일)는 1900년대부터 1950년대까지 활동한 미국의 사진가이자 촬영 감독이다. 초창기 3차원 영화의 선구자들 가운데 한 명이기도 하다.

## 참여 작품
- 벤허 (1925년 영화)
- 선라이즈 (1927년 영화)
- 코퀘트
- 스키피 (영화)
- 지킬 박사와 하이드씨 (1931년 영화)
- 닥터 모로의 DNA (1932년 영화)
- 행복의 추구
- 고잉 투 타운
- 바람과 함께 사라지다 (영화)
- 위대한 독재자
- 공포 속의 여행
- 라임라이트
- 크로노스 (1957년 영화)
- 플라이 (1958년 영화)